# ابودجانه
ابودجانه انصاری یا ابی دجانه (سماک بن خرشه انصاری خزرجی) از یاران پیامبر اسلام محمد و از یاران علی بن ابی طالب که به شجاعت مشهور بود، و در همه جنگ‌ها همراه پیامبر شرکت کرد، و در جنگ علیه مسیلمه کشته شد.

## زندگی و اسلام آوردن
ابو دجانه قبل از بعثت در طایفه بنی سلیم از قبیله خزرج در شهر یثرب (مدینه امروزی) به دنیا آمد. در سال ۱۲ بعثت در پیمان عقبه دوم با پیامبر بیعت کرد و از یثربی‌های پیشگام در اسلام بود. او در یثرب همراه سعد بن معاذ به مبارزه با بت‌پرستی برخاست و بت‌های قبیله بنی ساعده را در هم کوبید. بعد از هجرت پیامبر به مدینه، هنگام مراسم برادری اسلامی، پیامبر بین او و عتبه بن غزوان پیمان برادری استوار کرد.
ابو دجانه در همه جنگ‌های زمان پیامبر شرکت کرد و از دلیران جنگ به‌شمار می‌آمد و در هنگام جنگ‌ها دستمالی (عصابه) سرخ بر سر می‌بست و به عنوان ضرب‌المثل فرود آمدن مرگ شده بود.
پس از پیروزی مسلمانان بر یهودیان بنی نضیر، پیامبر اموال آنها را تنها بین مهاجران قسمت کرد و به انصار چیزی نبخشید، به جز به ابو دجانه و سهل بن حنیف که فقیر بودند.

## در جنگ احد
در جنگ احد علی بن ابی طالب و ابو دجانه تنها کسانی بودند که بعد از فرار کردن مسلمانان همراه پیامبر ماندند و از او دفاع کردند، که آیه ۱۵۱ سوره آل عمران در مورد این سخن می‌گوید.
در این جنگ پیامبر شمشیری به او بخشید، که ابو دجانه آنقدر با این شمشیر جنگ کرد که تیغه اش خم شد.
بسیار آدمی خوبی بود او با اینکه به هند دختر عتبه (که مشرکان را به جنگ تحریک می‌کرد) دست یافت تا او را بکشد این کار را نکرد و گفت: شمشیر رسول خدا گرامی‌تر از آن است که بر فرق زنی فرود آید.
بر اساس روایات شیعیان، با اینکه پیامبر در جنگ احد بیعتش را از ابو دجانه برداشت و به او اجازه ترک صحنه جنگ داد، اما او دفاع از پیامبر را رها نکرد و با پیامبر بیعت کرد که تا سر حد مرگ بجنگد.

## رجعت و یاری مهدی
در احادیث مؤرخان شیعه آمده‌است که در هنگام ظهور مهدی بن حسن امام دوازدهم شیعیان، ابو دوجانه رجعت کرده (دوباره زنده شده) و از یاران او خواهد بود.
امام جعفر صادق در ضمن حدیثی فرموده: «(همراه ظهور قائم) بیست و هفت نفر از پشت کوفه ظاهر شده (و به مهدی می‌پیوندند)، پانزه نفر آنها از قوم حضرت موسی هستند که به سوی حق هدایت می‌کنند و حاکم به حق و عالم هستند؛ و هفت نفر از آنها از اصحاب کهف هستند و بقیه عبارتند از: یوشع بن نون، سلمان فارسی، ابو دجانه انصاری، مقداد و مالک اشتر. اینان در خدمت امام زمان به عنوان یاران و فرماندهان او به‌شمار می‌آیند».

## حرز ابودجانه
حرز به دعایی گفته می‌شود که به گردن آویخته یا به جیب می‌اندازند؛ و حرزی منسوب به ابودجانه وجود دارد که برای رهایی از شر جن و شیاطین به کار می‌رود.